# Платформа пам'яті Меморіал
Платформа пам'яті Меморіал — українська неурядова, некомерційна ініціатива, яка працює над збереженням і вшануванням пам'яті українців, які загинули через війну Росії проти України. Місією проєкту є створення нової культури пам'яті в Україні. Заснована 2022-го року громадською організацією Агенція розвитку локальних медіа «Або».

## Діяльність

### Збір і публікація історій загиблих
Станом на квітень 2024-го року платформа пам'яті Меморіал опублікувала 6600 верифікованих історій українців, які загинули через війну. Серед них 3800 історій цивільних, зокрема, 154 дітей. Завдання Меморіалу — розповісти історії про всіх загиблих українців, про яких вдасться знайти інформацію. Незалежно від їхнього соціального статусу, віку, професії чи інших соціальних атрибутів.
База історій Меморіалу є матеріалом для журналістів, правозахисників, документалістів, істориків й слугуватиме для цього й в майбутньому. До прикладу, історії про загиблих освітян увійшли до книги «Жити, щоб навчати: збірка учительських історій про війну», яку 2023-го року видала громадська спілка «Освіторія».
Також історії, створені Меморіалом, щоденно публікуються у соціальних мережах ключових національних ЗМІ (Українська правда, Суспільне, 24 канал, NV) та 10 обласних військових адміністрацій (зокрема, Донецькій, Луганській, Чернігівській).
Кожна історія — це не лише формальна інформація з датою народження і обставинами смерті, а спроба розкрити людину: чим вона цікавилася, про що мріяла, чим займалася.

#### Методологія збору інформації
- опрацювання форм із даними, які заповнюють рідні та близькі загиблих;
- робота «в полі», коли журналісти отримують інформацію про загиблих безпосередньо на місці події чи спілкуючись телефоном/онлайн;
- обмін інформацією з партнерськими організаціями та ЗМІ;
- моніторинг соціальних мереж, медіазгадок, запити до органів державної влади.

### Публічні акції вшанування пам'яті

#### Відео пам'яті у публічних просторах
У січні 2024-го Меморіал розпочав співпрацю із київськими торгівельними центрами Gulliver, Ocean Plaza та ЦУМ, які погодилися безкоштовно показувати на плазмових екранах своїх майданчиків відеоісторії загиблих захисників та захисниць України.
З березня відео Меморіалу почали показувати на вокзалах п'яти міст: Івано-Франківськ, Київ, Луцьк, Дніпро, Харків та у потягах Інтерсіті. Тоді ж до акції приєдналися одеський торговельний центр «Острів», кінотеатри «Планета кіно», «Жовтень», «Оскар».

#### Документальні фільми
Меморіал відзняв 15 документальних фільмів про загиблих військових та цивільних. Опісля офлайн-презентації фільми стають доступними на YouTube-каналі Меморіалу та партнерів, сервісах Мегого та Київстар ТБ. Також стрічки Меморіалу виходять в ефірі 5 каналу, Апостроф ТБ, Армія ТБ та наших регіональних партнерів.
У лютому 2024-го разом із 11 каналом (Дніпро) Меморіал організував кіномарафон пам'яті, під час якого показали 12 документальних фільмів про загиблих.

##### Перелік фільмів
- «Небезпека як ремесло» — історія воїна і художника Артема Азарова з Харкова.
- «Ватажок собак» — про Валентина Бордакова, кінолога та бойового медика з Чернігова.
- «Дорога до Мрії» — історія про вбивство 70-річного Анатолія Древаля, автомобіліста та власника багі-центру «Мрія» у селі Мила під Києвом[11].
- «Королева амбулансу» — фільм про лікарку «Охматдиту», яку вбила російська ракета[12].
- «Або ми. Або вони» — історія Дениса Антіпова, воїна з позивним «Бук». У цивільному житті був викладачем корейської мови, підприємцем.[13]. Стрічка має субтитри 9 мовами: англійською, корейською, іспанською, італійською, німецькою, польською, французькою, японською та латиською.

#### Виставки в Україні та за кордоном
Команда підготувала кілька тематичних виставок:
- «Наодинці» про дружин військових, які втратили своїх чоловіків на війні[14][15].
- «Втрачене дитинство» про дітей, яких вбила Росія[16]. Це 23 колажі з історіями про загиблих дітей, написані від першої особи. Тексти створені спільно з рідними загиблих дітей. Це історії дітей різного віку: від ненароджених до майже дорослих молодих людей[17].

Виставки були показані у десятках міст України та понад 25 країнах від Нової Зеландії, Японії, Кореї до країн ЄС, Штатів та Канади.

### Співпраця з правозахисними організаціями
Меморіал є членом міжнародної мережі Every Casualty Counts, яка займається документуванням цивільних жертв воєнних конфліктів у світі, та тісно співпрацює з іншими міжнародними та українськими правозахисними організаціями та ініціативами, зокрема:
- Передав дані для звіту Управління Верховного комісара ООН з прав людини (УВКПЛ) про важливість документування втрат та постраждалих внаслідок конфліктів та подальше використання цих даних для притягнення до відповідальності винних. Він був представлений 3 липня у Цюриху в під час 53-ї сесії сесії Ради з прав людини в ООН[19].
- Надав дані про понад 200 загиблих з Маріуполя та Ізюму Human Rights Watch, які були використані у дослідженнях організації: «Під завалами Документування руйнувань та втрат у Маріуполі»[20] та «Російський напад вбив десятки цивільних у житловому будинку в Ізюмі»[21].
- Надав дані про загиблих у Харкові для дослідження міжнародної організації Airwars.org, яка фіксує факти загибелі цивільних[22].
- Підписав Меморандум з Фондом Клуні «За правосуддя» з метою об'єднання зусиль щодо документування наслідків військових злочинів й надає йому дані для правозахисної роботи.
- У квітні 2024-го почав співпрацю із R.T. Weatherman Foundation, яка опікується родинами загиблих іноземців та пам'яттю про них.

### Співпраця з медіа
Меморіал системно створює статті про війну та загиблих для міжнародних, ключових національних та регіональних ЗМІ. За два роки вийшло понад 350 статей.
Серед іноземних видань, для яких пише проєкт — Libertate (Romania), Correodelsur (Spain), Forbes (Mexico). Іншим медіа команда Меморіалу допомагаємо з пошуком тем та контактами героїв. Наприклад, допоміг зі статею для The New York Times.
Серед ключових медійних спецпроєктів:
- «Люди, які працюють зі смертю»[23]: сім особистих досвідів тих, хто у своїй роботі, службі чи волонтерській діяльності щодня стикається з трагедією втрати[24].
- «Відвези мене туди, де тато спить»[25]: спецпроєкт, який охоплює п'ять міст, сім кладовищ і 15 історій сімей, які втратили на війні своїх рідних та розповідає про їхній досвід відвідування цвинтарів, де поховані рідні.

## Інше
Відповідно результатів соціологічного дослідження, проведеного компанією «Градус» і опублікованого у жовтні 2023 року, Меморіал посів третє місце в списку найбільш впізнаваних організацій, які займаються збором історій про загиблих — 12 % респондентів знали про цей проєкт.